# 칸세이 지 세르 섹시
칸세이 지 세르 섹시(포르투갈어: Cansei de Ser Sexy'섹시하게 사는 것에 지쳤어요'라는 뜻) 또는 CSS로 알려져 있는 이들은 상 파울루 출신의 브라질 밴드로 지역신문과 텔레비전 채널을 통해 전례없는 엄청난 소개로 큰 이익을 봤다. Electro-Rock과 디자인, 영화, 패션과 같은 다양한 예술로부터 영향을 받았으며, 유머러스한 가사는 영어와 포르투갈어가 뒤섞여 있다. 이 밴드는 그들의 음악적 야망보다 강조되는 것은 스타일, 패션 그리고 쿨함(coolness)으로 유명해졌다. 그들의 망가진 영어 가사는 강한 브라질의 악센트로 불리며, 팬들은 이를 이 밴드의 특별한 매력이라고 여긴다.

## 역사
2003년 9월 결성, 술자리를 위한 변명의 밴드로 시작했지만 드러머만이 제대로 악기를 다룰 수 있었고, 그 외는 아니었다. 그들의 그룹명은 그 출처는 불분명하지만 비욘세의 "섹시하게 사는 것에 지친"이라는 발언에서 따왔다. 리드싱어 Lovefoxxx는 말하기에는 바보스럽지만 밴드 이름으로 짓기로 생각했다.
Arctic Monkeys처럼, CSS도 인터넷을 통해 유명해졌다. 밴드의 fotolog도 유명해졌고, 그들의 노래는 브라질의 MySpace인 Trama Virtual에서 많은 다운로드가 있었다. 실제상의 악명은 CSS를 전 세계의 음악 잡지의 시선을 집중시켰고, Peter Culshaw는 그들을 상파울로의 한 클럽에서 보고 "남미 출신의 굉장한 밴드가 될 것"이라는 예언을 했고, 수많은 브라질의 잡지와 Observer Music Magazine과 같은 영국 신문에도 실리기 시작했다. 그들의 노래는 The Simple Life의 라틴아메리카에서 방송에, 브라질의 Big Brother 시리즈에, 남미 버전의 The Sims 2:Nightlife에 사용되었다. 정규음반 없이 2004년 EP를 발매했고 그 해 Tim Festival에서는 Soulwax, 2 Many Djs, Kraftwerk와 같은 날, 같은 무대에 오르기도 했다.
2005년 그들은 Trama Virtual 레이블과 계약하고 그해 10월, 그들의 라이브가 담긴 7트랙의 EP와 함께 첫 번째 정규앨범이 브라질에서 발매되었다. 이례적으로 앨범의 한정판은 CD-R이 포함되어 있었다. CD-R은 그들의 음반을 구매하여 구워서 선물을 주라는 목적이었고, 음악의 보급과 대중화에 영향을 끼치는 디지털 기술에 대한 경의를 표한 것이기도 하다. 자국 내에서 5000장이 팔렸으나 그들의 싱글 이후로 차트에서 순위가 떨어졌다. Off the hook(기타리스트 Ana Rezende가 감독, Carolina Parra와 Adriano Cintra의 집에서 촬영)과 Alala의 비디오가 소개되었다.
2006년 초, CSS는 Sub Pop과 그들의 인터내셔널 데뷔 앨범 발매를 계약했고 (Cat Solen이 뮤직비디오 감독으로 디스코 펑크인 그들의 첫 번째 싱글 Let's make love and listen death from above를 6월 6일에 발매했다), 7월부터는 DJ Diplo와 baile funk 그룹인 Bonde do Role과 함께 미국, 캐나다, 영국, 프랑스 그리고 네덜란드를 걸치는 세계 투어를 시작했고, Pitchfork Media와 New Musical Express Festival에도 참여하여 1990s와는 같은 무대에, Ladytron과 Primal Scream의 오프닝을 하기도 했다. 이 해에 그들은 또한 스코트랜드의 글래스고에서 열린 Indian Summer Festival에서 Antony and the Johnsons, Yeah Yeah Yeahs, Gangs of Four와 함께 공연하기도 했다. 11월에는 Basement Jaxx와 짧지만 영국 투어도 함께 했다.

2006년 10월, Cat Solen이 감독한 Alala의 두 번째 버전의 뮤직비디오는 전 세계적으로 발표되었다.
Alala와 Let's make love and listen to death from above의 비디오는 2006년 11월 Zune 멀티미디어 플레이어에 포함되어 발매되었다.
2007년 영국과 유럽의 주요 록 페스티벌에 참여하며, 일본의 서머 소닉 또한 참여하였다.

## 멤버

### 현재 멤버
- Lovefoxxx - 보컬
- Adriano Cintra - 드럼, 기타, 베이스 기타, 보컬, 프로듀싱
- Luiza Sá - 기타, 드럼, 전자 키보드
- Ana Rezende - 기타, 전자 키보드, 하모니카
- Iracema Trevisan - 베이스 기타
- Carolina Parra - 기타, 드럼

### 이전 멤버
- Maria Helena Zerba - 전자 키보드
- Clara Ribeiro - 보컬

## 음반 목록

### 앨범
- Em Rotterdam Já É uma Febre (Independent) - 2004
- A Onda Mortal / Uma Tarde com PJ (Independent) - 2004
- Cansei de Ser Sexy (Trama) - 2005
- CSS SUXXX (Trama) - 2005
- Cansei de Ser Sexy (Sub Pop) - 2006
- Donkey (Sub Pop/Warner) - 2008

### 싱글
- "Ódio Ódio Ódio, Sorry C.: - 2003
- "Meeting Paris Hilton: - 2004
- "Off the Hook" - 2005
- "Alala" - 2005
- "Let's Make Love and Listen to Death From Above" - 2006
- "Alala (재발매)" - 2006
- "Off the Hook" -2007
- "Let's Make Love and Listen to Death From Above (재발매)" - 2007
- "Alcohol" - 2007
- "Music Is My Hot, Hot Sex - 2007
- "Rat Is Dead (Rage) - 2008
- "Left Behind - 2008